# Аврелий Валерий Туллиан Симмах
Авре́лий Вале́рий Туллиа́н Симма́х (лат. Aurelius Valerius Tullianus Symmachus) — государственный деятель Римской империи середины IV века, консул 330 года.

## Биография
Известно об Аврелии весьма мало. Он был членом известного позднеантичного рода Симмахов. Его родителями, возможно, были Аврелий Гермоген, верховный жрец Азии и Туллия Валерия.
Должности, занимавшиеся Туллианом Симмахом, неизвестны. Известно только, что в 330 году он был удостоен консульства вместе с Флавием Галликаном.
Его сыном, очевидно, был Луций Аврелий Авианий Симмах (предназначенный в консулы 377 года, но умерший в 376 году), а внуком — самый знаменитый из Симмахов, оратор Квинт Аврелий Симмах.